# Championnat du Costa Rica de football 1948
Navigation
Saison précédente Saison suivante
La Primera División 1948 est la vingt-huitième édition de la première division costaricienne.
Lors de ce tournoi, le CS Herediano a conservé son titre de champion du Costa Rica face aux six meilleurs clubs costariciens.
La saison était divisée en deux phases, lors de la première phase, chacun des sept clubs participant était confronté une fois aux six autres équipes, puis les quatre meilleures se sont affrontées une fois de plus.

## Les 7 clubs participants
| \| San José: Gimnástica Española CS La Libertad Universidad LD Alajuelense CS Cartagines I San José CS Herediano I San José Orión FC I San José \| Localisation des clubs engagés dans le championnat. |
| San José: Gimnástica Española CS La Libertad Universidad LD Alajuelense CS Cartagines I San José CS Herediano I San José Orión FC I San José                                                           |

| Club                | Stade                        | Capacité          | Ville      |
| LD Alajuelense      | Stade Alejandro Morera Soto  | 17 900            | Alajuela   |
| CS Cartagines       | Stade inconnu                | Capacité inconnue | Cartago    |
| Gimnástica Española | Stade inconnu                | Capacité inconnue | San José   |
| CS Herediano        | Stade inconnu                | Capacité inconnue | Heredia    |
| CS La Libertad      | Stade national du Costa Rica | 25 500            | San José   |
| Orión FC            | Stade Lito Monge             | 27 500            | Curridabat |
| Universidad         | Stade Ecológico              | 1 800             | San José   |

## Compétition
Les sept équipes s'affrontent une fois selon un calendrier tiré aléatoirement, puis les quatre meilleures s'affrontent une fois de plus. Le dernier du classement joue le barrage de relégation face au champion de Segunda División.
Le classement est établi sur l'ancien barème de points (victoire à 2 points, match nul à 1, défaite à 0).
Le départage final se fait selon les critères suivants :
- Le nombre de points.
- Un match de départage.

### Classement
| Rang | Équipe              | Pts | J | G | N | P | Bp | Bc | Diff |
| ---- | ------------------- | --- | - | - | - | - | -- | -- | ---- |
| 1    | CS Herediano (T)    | 13  | 9 | 6 | 1 | 2 | 29 | 18 | +11  |
| 2    | LD Alajuelense      | 12  | 9 | 5 | 2 | 2 | 19 | 9  | +10  |
| 3    | Orión FC            | 10  | 9 | 5 | 0 | 4 | 23 | 23 | 0    |
| 4    | CS Cartagines       | 6   | 9 | 3 | 0 | 6 | 28 | 33 | -5   |
| 5    | Universidad         | 5   | 6 | 2 | 1 | 3 | 14 | 14 | 0    |
| 6    | CS La Libertad      | 4   | 6 | 2 | 0 | 4 | 17 | 27 | -10  |
| 7    | Gimnástica Española | 4   | 6 | 2 | 0 | 4 | 15 | 21 | -6   |

| Légende : Qualifications et relégations | Légende : Qualifications et relégations                    |
| --------------------------------------- | ---------------------------------------------------------- |
|                                         | Qualifié pour le barrage de relégation en Segunda División |
|                                         | (T) : Tenant du titre                                      |

### Confrontations supplémentaires
| Club                | Aller | Retour | Club           | Commentaire |
| Gimnástica Española | 3-2   | 3-0    | CS La Libertad |             |

### Barrage de relégation
| Club               | Aller | Retour | Club                | Commentaire         |
| Deportivo Saprissa | 3-0   | 2-6    | Gimnástica Española | Match d'appui : 1-2 |

## Bilan du tournoi
| Tableau d'Honneur |                |
| Compétition       | Vainqueur      |
| Primera División  | CS Herediano   |
| Torneo Relámpago  | Orión FC       |
| Copa Gran Bretaña | LD Alajuelense |

| Promotions et relégations   |                    |
| Relégué en Segunda División | Aucun              |
| Promu de Segunda División   | Deportivo Saprissa |

## Statistiques

### Meilleur buteur
- Virgilio Muñoz (LD Alajuelense) 11 buts